# Багер ведричар
Багер ведричар спада у групу багера са више радних елемената који су конструктивно преодређени за откопавање стенске масе помоћу већег броја ведрица које су равномерно распоређене на бесконачном ланцу. Примењује се за скидање хумуса, откоп шљунка, песка, иловаче и глине. Посебно је погодан за радове на ископу канала. Основна предност багера ведричара је у томе што може да откопава велику висину радилишта, велику дубину, затим добро планирање етажних равни, добар селективан рад и велика стабилност.

## Конструкција багера ведричара
Багер ведричар се састоји од доњег дела багера, који је ослоњен на транспортни уређај на шинама или гусеницама и горњег дела са челичном конструкцијом који обухвата: конзолу-носач, вођице, ланчаник са ведрицама и планирни део. Доњи део обухвата и слободни ослонац, те чврсто везане ослонце који су по правилу смештени на страни дубинског реза. Горњи део багера се ослања обично на доњи део у три тачке. Код обртних багера доњи део се одваја од доњег посредством обртног постоља које се може окретати са горњим делом багера и вођицом ланчаника са ведрицама 270 до 360 степени.
Горњи део багера ведричара обухвата осим конструкције са машинском кућицом и носачем вођице ланчаника са ведрицама и вођице ланчаника без или са ведрицама, уређај за утовар, одговарајући противтег као и витлове за дизање и спуштање конзоле, односно носача ланчаника са ведрицама. Доњи део багера ведричара конструисан је у виду портала да би се испод омогућио пролаз једног или више колосека, односно транспортера. 
Код багера ведричара са транспортним уређајем на гусеницама између горњег и доњег дела багера налази се и обртна конструкција са утоварним транспортером који се може, као и горњи део багера, независно обртати око осовине за 360 степени, што омогућује утовар у одговарајуће транспортно средство без обзира да ли багер врши откопавање дубински или висински, те да ли ради у блоку или фронту.

## Развој ведричара
- 1827. – појављујe се машина са ведрицама на бесконачном ланцу
- 1863-1868. – користе се за прокопавање Суецког канала
- 1890. – први пут се примењује за откопавање лигнита (Немачка) - могућност дубинског копања 5,8 метара, запремина ведрице 230 литара, капацитет 150-230 m³ по часу, инсталисана снага 53 kW, маса 53 тоне,
- 1898. - користи се електропогон
- 1927. - примењује се гусенични транспортни уређај.

## Класификација

### Према конструкцији и технологији рада
1. Дубински багер ведричар или багер ведричар за искључиво дубински рад је такозвани крути багер.
2. Висински багер ведричар је конструисан искључиво за висински рад и по конструкцији се не разликује од багера за дубински рад, осим у различитој конструкцији носача ланчаника са ведрицама.
3. Обртни - овај тип багера ведричара се најчешће употребљава на површинским коповима лигнита са транспортним тракама или железницом.
4. Комбиновани багер ведричар представља комбинацију дубинског и обртног багера који раду у висинском раду.

### Према конструкцији носача ланчаника са ведрицама
- Са крутим носачем
- Са ломљеним носачем

### Према постојању планирног уређаја
- Са планирним уређајем
- Без планирног уређаја

### Према конструкцији транспортног уређаја
- На гусеницама
- На шинском транспорту
- На корачајућем транспортном уређају

### Према конструкцији утоварног уређаја
- Портални багер са утоварном помоћу шипке
- Портални багер са утоварном помоћу трака
- Багер са бочним транспортером

## Радни процес
Копање помоћу ових багера врши се померањем (кретањем) ведрица, распоређених на доњој страни рама, уз помоћ бесконачног ланца. Напуњене ведрице се подижу или спуштају - што зависи од тога да ли вршимо откопавање висински или дубински. Затим се откопани материјал пребацује до утоварног бункера смештеног на багеру одакле се истреса у одговарајуће транспортно средство. Пражњење се врши окретањем ведрица око погонског точка, могуће је бочно пражњење ведрица.

## Примена
Багери ведричари су машине континуалног дејства. Могу да раде као висински и дубински багери. Користе се за рад на сувом или у води. Примењују се за скидање хумуса, откоп шљунка, песка, иловаче и глине. Посебно је погодан за радове на ископу канала. Иако имају велике учинке, багери ведричари се доста ретко примењују јер захтевају дуготрајну монтажу. Осетљиви су на нехомоген терен и захтевају уређену радну стазу за кретање. Доста су специфични, тако да је по завршетку једног посла могућа примена на новом, само ако је посао исте врсте. 